# Brückner Trockentechnik
Brückner Trockentechnik ist ein Maschinenbauunternehmen für Veredlungsanlagen für Textilien, technische Textilien, Vliesstoffe und Bodenbeläge. Der Hauptsitz befindet sich in Leonberg (Baden-Württemberg), der Produktionsstandort in Tittmoning (Oberbayern). Das Unternehmen ist Mitglied im VDMA, beschäftigt rund 400 Mitarbeiter und hat weltweit etwa 90 Handelsvertretungen. Die Exportquote liegt bei etwa 95 %. Im Jahr 2017 erzielte das Unternehmen einen Umsatz von knapp 100 Millionen Euro. Zum Unternehmen gehören die Brückner Trockentechnik GmbH & Co. KG, die Brückner Textile Technologies GmbH & Co. KG und die Brückner After Sales GmbH & Co. KG.

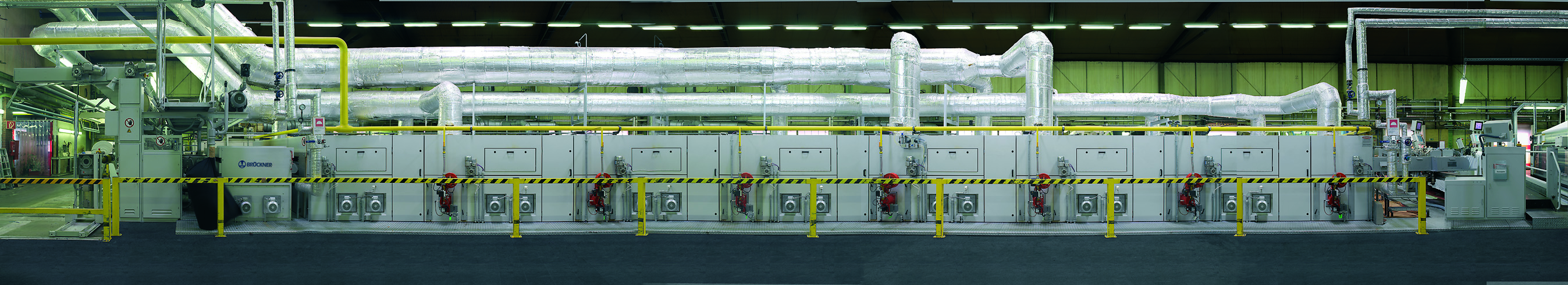
Spannrahmen

## Produkte
Brückner liefert Maschinen zur Textilveredelung von Web- und Maschenwaren, Vliesstoffen, Bodenbelägen sowie von technischen Textilien. Dazu gehören das Trocknen, Thermofixieren, Kondensieren, Kontinuefärben, Sanforisieren und Kompaktieren der Werkstoffe. Das Unternehmen bietet außerdem
Abluftreinigungs- und Wärmerückgewinnungsanlagen sowie Energieberatung für Textilunternehmen an.

## Geschichte
Die Grundsteinlegung der Brückner Unternehmensgruppe erfolgte 1949 mit der Gründung der Brückner Klimatechnik GmbH durch Kurt Brückner. Dabei handelte es sich um ein Technisches Büro in Stuttgart-West. Das Haupterzeugnis waren Klimaanlagen, die betriebsextern gefertigt werden. 1952 wurde das vergrößerte Werk nach Stuttgart-Kaltental verlegt, um in gemieteten Fabrikräumen selbst zu fertigen. In diesem Jahr wird der erste Brückner Spannrahmen an einen Kunden verkauft.
1953 wurde in Leonberg ein Werk errichtet, das zunächst jedoch nur Konstruktionsbüros beheimatete. 1954 folgte die Gründung der Firma Trockentechnik Kurt Brückner KG und die Fertigung von Spannrahmen in Leonberg. Der Standort entwickelte sich zur Hauptverwaltung. Die 1981 entstandene Brückner Trockentechnik GmbH & Co. KG beheimatete zudem den Großteil der Forschung und Entwicklung und fertigte hauptsächlich die Ein- und Ausläufe für die Textilveredelungsmaschinen bis ins Jahr 2005. Seit diesem Zeitpunkt produziert Brückner nur noch im seit 1960 bestehenden Werk in Tittmoning. Nach dem Tod des Firmengründers im Jahr 1995 übernahm seine Tochter Regina Brückner 1999 die Unternehmensleitung. 2017 wurde in Tittmoning auf einem Gelände von ca. 80.000 m² eine neue Produktionsstätte mit 25.000 m² überbauter Fläche für über 200 Arbeitsplätze erstellt.

## Weblink
- Website der Brückner-Gruppe